# Pareora
Pareora est une petite localité située dans la partie est de l’Île du Sud de la Nouvelle-Zélande.

## Situation
Elle est localisée tout près de la route State Highway 1/S H 1, qui court-circuite l’angle Ouest de la ville et est proche de la côte de l’Océan Pacifique.
Elle est située  à cinq kilomètres au nord de la ville de Saint Andrews et à 10 kilomètres au sud de la ville de Timaru.
Le fleuve Pareora atteint l’océan juste au sud du centre-ville.